# Episodi di Mr. Belvedere (seconda stagione)
La seconda stagione della serie televisiva Mr. Belvedere è stata trasmessa in anteprima negli Stati Uniti d'America dalla ABC tra il 27 settembre 1985 e il 28 marzo 1986.
| nº | Titolo originale        | Titolo italiano | Prima TV USA      | Prima TV Italia |
| -- | ----------------------- | --------------- | ----------------- | --------------- |
| 1  | The Lion Sleeps Tonight |                 | 27 settembre 1985 |                 |
| 2  | Tornado                 |                 | 4 ottobre 1985    |                 |
| 3  | Cheerleader             |                 | 11 ottobre 1985   |                 |
| 4  | Requiem                 |                 | 18 ottobre 1985   |                 |
| 5  | Delivery                |                 | 25 ottobre 1985   |                 |
| 6  | The Contract            |                 | 1º novembre 1985  |                 |
| 7  | Vows                    |                 | 8 novembre 1985   |                 |
| 8  | Strike                  |                 | 15 novembre 1985  |                 |
| 9  | The Letter              |                 | 22 novembre 1985  |                 |
| 10 | Pinball                 |                 | 29 novembre 1985  |                 |
| 11 | The Prize               |                 | 6 dicembre 1985   |                 |
| 12 | Speechless              |                 | 3 gennaio 1986    |                 |
| 13 | The Teacher             |                 | 10 gennaio 1986   |                 |
| 14 | The Dropout             |                 | 17 gennaio 1986   |                 |
| 15 | Rivals                  |                 | 24 gennaio 1986   |                 |
| 16 | Wesley's Friend         |                 | 31 gennaio 1986   |                 |
| 17 | The Will                |                 | 7 febbraio 1986   |                 |
| 18 | Valentine's Day         |                 | 14 febbraio 1986  |                 |
| 19 | Heather's Tutor         |                 | 21 febbraio 1986  |                 |
| 20 | Amish                   |                 | 7 marzo 1986      |                 |
| 21 | Dinner for Two          |                 | 21 marzo 1986     |                 |
| 22 | The Play                |                 | 28 marzo 1986     |                 |